# بولكيميدي
بولكميدي(بالفرنسية: Boulkiemdé) هي إحدى محافظات بوركينا فاسو الخمس وأربعون، وتقع في منطقة الوسط الغربي، وعاصمتها كودوغو.

## التعليم
في عام 2011 كان في المحافظة 437 مدرسة إبتدائية و65 مدرسة ثانوية. 

## الصحة
في عام 2011 كان لدى المحافظة 75 مركزًا للصحة. 

## التحضر
حسب إحصاءات 2024 فإن عدد الذين يعيشون في الحضر 160,239 نسمة أي تقريبًا 23.2% من إجمالي عدد السكان، وعدد الذين يعيشون في الريف 529,470 نسمة، أي 76.8% من إجمالي عدد السكان. 

## التركيبة السكانية حسب الجنس
حسب إحصاءات 2024 فإن عدد الذكور كان 355,766 نسمة أي تمثل 46.3% من إجمالي السكان، وعدد الإناث كان 413,030 نسمة أي تمثل 53.7% من إجمالي السكان. 

## التركيبة السكانية حسب الفئات العمرية
حسب إحصاءات 2024 فإن عدد السكان الذين يتراوح عمرهم بين 0-14 عامًا 362,519 نسمة، وعدد السكان الذين يتراوح عمرهم بين 15-64 عامًا كان 375,246 نسمة، وعدد السكان الذين عمرهم +65 عامًا كان 31,031 نسمة. 

## التقسيم الإداري
يوجد في بولكميدي 14 بلدية ريفية و1 بلدية حضرية وهي العاصمة كودوغو أي إجمالي 15 بلدية.
البلديات هي:
1. بينجو(ريفية)
2. إيماسجو(ريفية)
3. كيندي(ريفية)
4. كوكولوغو(ريفية)
5. كودوغو(حضرية) (العاصمة)
6. نانورو(ريفية)
7. نانديالا(ريفية)
8. بيلا(ريفية)
9. بوا(ريفية)
10. رامونجو(ريفية)
11. سابو(ريفية)
12. سيجلي(ريفية)
13. سواو(ريفية)
14. سورجو(ريفية)
15. ثيو(ريفية)[5]